# SourceForge
SourceForge je internetový projekt hostující svobodný a otevřený software. Projekt hostuje více než 260 000 projektů. Obdobná služba je GitHub, nabízená společností Microsoft.
SourceForge nabízí diskuzní fórum, prostor pro vlastní projekt, zrcadlené servery, SVN, Mercurial nebo CVS server (pro správu verzí), možnost sledování změn apod. Projekt spravuje společnost SourceForge, Inc. (dříve VA Software). Projekty lze vyhledávat dle programovacího jazyka, typu softwaru, jeho licence, grafického uživatelského rozhraní či operačního systému na kterém běží.
Služba byla opakovaně kritizována za vkládání nevyžádaného softwaru (adware) do stahovaných programů.

## Blokované země
Dle podmínek použití SourceForge oznamuje, že služba není dostupná pro uživatele jejichž země je na sankčním listě USA Office of Foreign Assets Control (jedná se například o Írán). K lednu 2008 je omezení služby následovné: lidé z těchto zemí mohou navštěvovat server, stahovat z něj, ale nemají přístup k zabezpečenému serveru (https://sourceforge.net), což jim neumožňuje přispívat do projektů.